# 伟大的印度尼西亚
《伟大的印度尼西亚》，是印度尼西亚的国歌，创作于1928年，由威吉·鲁多尔夫·苏普拉特曼作词、作曲。

## 改编事件
2020年12月28日，印尼驻马来西亚大使馆发现YouTube上有一部篡改国歌和国徽的影片，并登上印尼新闻头版，激起印尼对马来西亚的强烈抗议，因为印尼网民怀疑其背后的罪魁祸首是来自马来西亚。马来西亚驻雅加达大使馆也发文强烈谴责有关人士改编印尼国歌，影响两国的外交关系。在马来西亚皇家警察和印尼国家警察进行了全面调查之后，两国警察分别在沙巴和西爪哇地区逮捕3名试图破坏两国关系的印尼籍人士。三名印尼人因涉嫌篡改国歌视频被捕和被起诉，其中一人是印尼劳工（40岁）和两名未成年人（11岁和16岁）。

## 脚注
1. ↑  . Jakarta Globe.   [2021-02-02]. （原始内容存档于2021-01-12）.
2. ↑  Indonesia, C. N. N. . nasional.   [2021-02-02]. （原始内容存档于2021-02-05） （印度尼西亚语）.
3. ↑  . www.sinchew.com.my.   [2021-02-02]. （原始内容存档于2021-01-02）.